# Пирешти (мифология)
Пирешти́ (чув. Пирӗшти, Пирӗште, Пирӗшчи, Пырӑшти, Пиршти, Пирште) — в чувашской мифологии антропоморфное и зооморфное существо, включённое в полисистемность божеств и духов. Обладает многочисленными функциями и выступает в различных образах: человекоподобный вестник, передающий через Кебе́ (чув. Кепе) или Пю́лехсе (чув. Пӳлӗхҫӗ) верховному Богу Ту́ра (чув. Турӑ) просьбы людей, или, наоборот, доносящий до людей добрые вести от богов небесного мира; ангел-хранитель человека, сидящий на его плечах (часто их двое); дух-хранитель души, в виде неопределенной птицы; божество дома, в отличие от Хэртсю́рт (чув. Хӗртҫурт), способное делать только добро; покровитель лошадей, скота.

## Этимология
В чувашском языке слово ~пирӗшти означает «ангел», «гений-хранитель», «ангел-хранитель» и является заимствованием из персидского языка. В персидском языке исходное слово فرشته (ferešte, фэрэштэ)‎ также переводится как «ангел».

## В геральдике
Изображение Пирешти находится на гербе и флаге Эльбарусовского сельского поселения (чув. Аслӑ Хуракасси ял тӑрӑхӗ), а также муниципального бюджетного общеобразовательного учреждения «Эльбарусовская средняя общеобразовательная школа» Мариинско-Посадского района Чувашской Республики.